# میکلوش کالایی
میکلوش کالای (انگلیسی: Miklós Kállay; ۲۳ ژانویهٔ ۱۸۸۷ – ۱۴ ژانویهٔ ۱۹۶۷) سیاست‌مدار اهل مجارستان بود.

## زندگی‌نامه
میکلوش کالای در خانواده‌ای قدیمی و با نفوذ نجیب‌زاده محلی متولد شد، او ابتدا به عنوان ستوان لرد ناحیه خود (۱۹۲۱–۱۹۲۹) خدمت کرد، و سپس به عنوان معاون وزیر امور خارجه در وزارت بازرگانی (۱۹۲۹–۱۹۳۱) و وزیر کشاورزی (۱۹۳۲–۱۹۳۵) به دولت ملی رفت. کالای که در سال ۱۹۳۵، به دلیل مخالفت با سیاست‌های راست افراطی نخست‌وزیر دیولا گومبوش استعفا داد، از سیاست فعال کناره‌گیری کرد. تا اینکه در سال ۱۹۴۲، توسط میکلوش هورتی نایب‌السلطنه مجارستان، از او خواست تا دولتی تشکیل دهد که سیاست‌های لاسلو باردوشی را معکوس کند. باردوشی که دولتش کشور را درگیر وابستگی خطرناکی به آلمان نازی کرده بود، در دولت کالای (۹ مارس ۱۹۴۲ تا ۱۹ مارس ۱۹۴۴)، یهودیان از درجه‌ای از حمایت تقریبا بی‌نظیر در قاره اروپا برخوردار بودند و مطبوعات و احزاب چپ به فعالیت خود ادامه دادند.
کالای در سطح بین‌المللی، همزمان با پیشبرد مسالمت‌آمیز قدرت‌های غربی، سیاست مخالفت مسلحانه با شوروی را دنبال کرد. آلمان که از شیوه‌ای که مجارستان جنگ را دنبال می‌کرد ناراضی بود، در مارس ۱۹۴۴، مجارستان را اشغال کرد. کالای مجبور شد مخفی شود و بعدا اسیر شد و در اردوگاه کار اجباری داخائو و بعد در ماوتهاوزن نگهداری شد، کالای که پس از فروپاشی آلمان آزاد شد، در سال ۱۹۴۶، به تبعید داوطلبانه رفت و در نهایت در سال ۱۹۵۱، در ایالات متحده آمریکا مستقر شد.
وی همچنین برندهٔ جوایزی همچون لژیون دونور شده‌است.